# Чижев
Чѝжев (на полски: Czyżew, Czyżew-Osada – до 2010 година) е град в Източна Полша, Подляско войводство, Високомазовешки окръг. Административен център е на градско-селската Чижевска община. Градските му права са възстановени на 1 януари 2011 година.
Към декември 2021 населението на града е 2 621.

## География
Градът се намира в историческата област Мазовия.

## История
Селището получава градски права през 1738 година, но в 1870 година са му отнети. Възстановени са през 2011 г. Градът е създаден от обединението на три села: Чижев-Осада, Чижев-Злоте Яблко и Чижев-Стаця.